# Nephodia abortivata
Nephodia abortivata är en fjärilsart som beskrevs av Paul Dognin 1912. Nephodia abortivata ingår i släktet Nephodia och familjen mätare. Inga underarter finns listade i Catalogue of Life.